# Trinity Railway Express

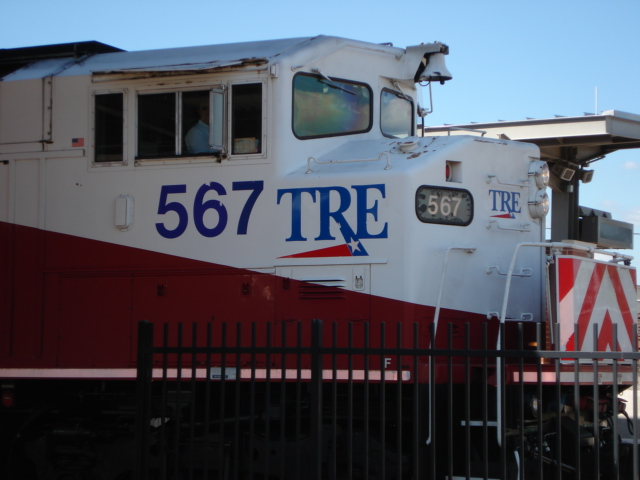
Eine TRE-Lokomotive im Bahnhof Fort Worth Central Station

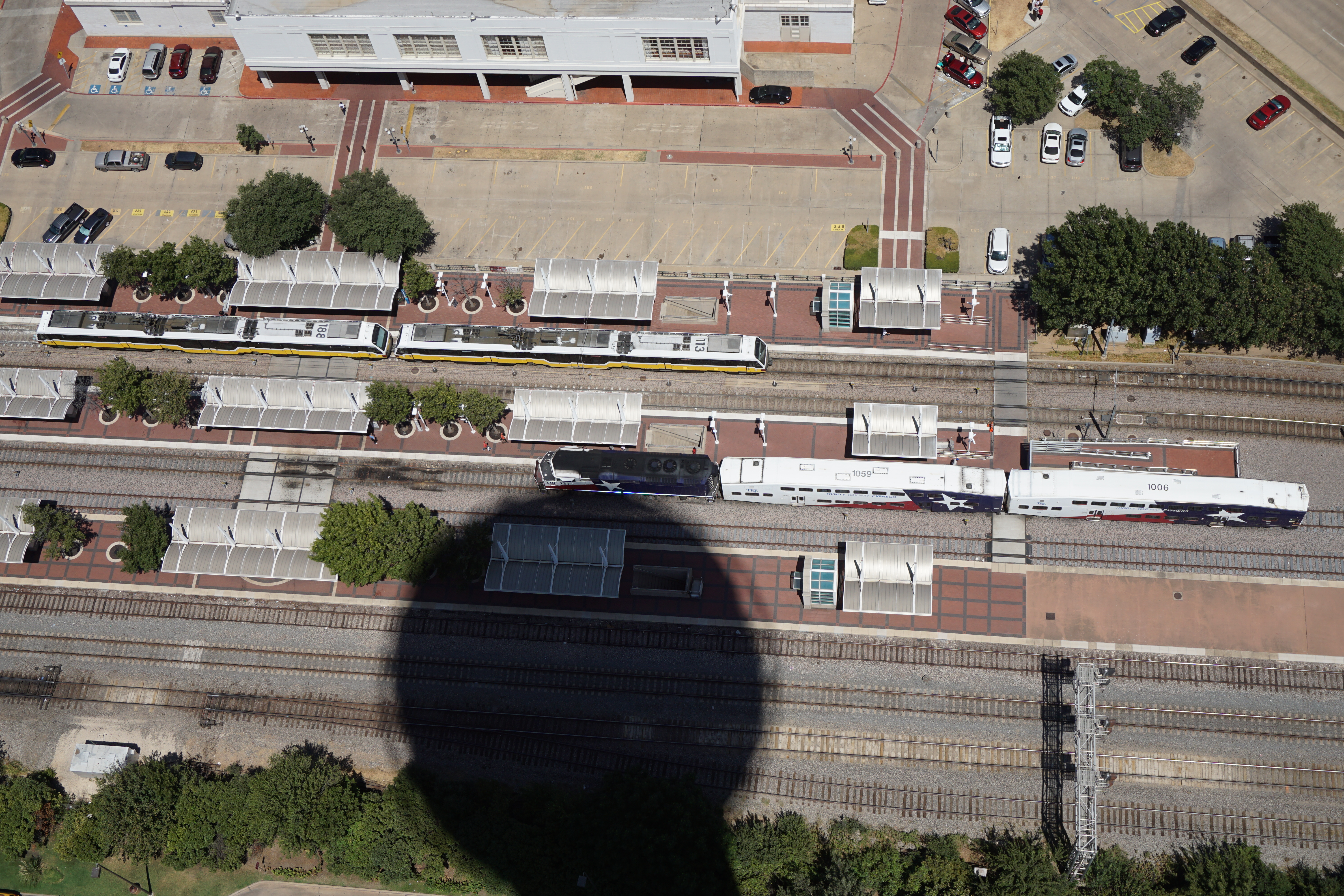
Blick auf Dallas Union Station: Stadtbahnzug auf oberstem Gleis, TRE-Zug mit 2 Doppelstockwagen direkt über Schatten des Aussichtsturms Reunion Tower

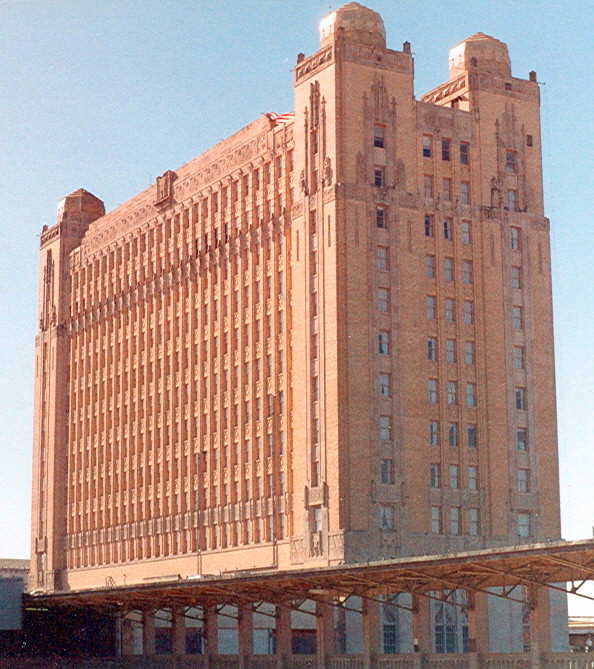
Fort Worth Texas & Pacific Station, der westliche Endbahnhof des TRE

Trinity Railway Express (Abkürzung und Reporting mark TRE) ist eine Eisenbahnverbindung des Schienenpersonennahverkehrs im Dallas-Fort-Worth-Metroplex des US-amerikanischen Bundesstaats Texas. Sie verbindet Dallas mit Fort Worth und verkehrt seit 1996. Sie wurde nach dem Trinity River benannt.
Die beiden Endpunkte sind die Bahnhöfe Dallas Union Station westlich des Stadtzentrums und T&P Station im Stadtzentrum von Fort Worth. Die Strecke führt an der Multifunktionsarena American Airlines Center vorbei, durch Irving, passiert Dallas/Fort Worth International Airport einige Kilometer südlich des Flughafengeländes, über Hurst und Richland Hills.
Im Auftrag der beiden städtischen Verkehrsgesellschaften Dallas Area Rapid Transit und Trinity Metro erbringt Herzog Transit Services die Verkehrsleistungen einschließlich Stellung des Zugpersonals, Vertrieb und Kundenservice, Instandhaltung des Rollmaterials und den Betrieb der Infrastruktur. Die Eisenbahnstrecke ist im Eigentum der Städte, die sie 1984 von der Chicago, Rock Island and Pacific Railroad kauften.

## Geschichte
Der Trinity Railway Express wurde kurz nach der Eröffnung der Stadtbahn Dallas 1996 eingeweiht und verlief zuerst nur zwischen Dallas und Irving. Am 18. September 2000 wurde die Strecke bis Richland Hills verlängert und schuf die erste Zugverbindung zwischen dem Flughafen und Dallas. Am 13. November 2001 wurde die Strecke bis Fort Worth verlängert.
Betriebszeiten und Bedienung der Linie waren anfangs auf Pendler ausgerichtet (amerikanisch Commuter Rail) mit Fahrten nur im Berufsverkehr Montag bis Freitag. Zur ganztägigen Nutzung wurden 1997 die Betriebszeiten auf früh morgens bis gegen Mitternacht erweitert. 1998 kam die Bedienung an Samstagen hinzu. An Sonntagen ruht der Verkehr. Im Berufsverkehr fahren die Züge halbstündlich, mittags und abends stündlich.

### Anbindung des Flughafens
Vom Bahnhof CentrePort/DFW Airport gibt es seit 2000/2001 einen Shuttlebus zum mehrere Kilometer entfernten Dallas/Fort Worth International Airport. Alternativ besteht seit 2014 mit der Orange Line der Stadtbahn Dallas eine direkte Verbindung von Dallas zum Terminal A und seit 2019 mit der TEXRail-Linie von Fort Worth zum Terminal B.

## Rollmaterial
Das Rollmaterial besteht aus Diesellokomotiven und Doppelstockwagen.
- sieben EMD F59PH (1994), vier im Jahr 2000 von GO Transit übernommen, Ende der 2010er Jahre generalüberholt
- zwei EMD F59PHI (2001)
- zwei EMD F40PH, ursprünglich bei Amtrak, 2021 gebraucht bezogen von Progress Rail
- Bombardier-BiLevel-Doppelstockwagen von Bombardier Transportation und Hawker Siddeley

## Stationen
- Dallas Union Station. Umsteigemöglichkeit zu Amtrak, Stadtbahn Dallas, Straßenbahn Dallas.
- Victory Station. Wird nur bei Veranstaltungen im American Airlines Center bedient. Umsteigemöglichkeit zu Stadtbahn Dallas.
- Medical/Market Center Station
- Downtown Irving/Heritage Crossing Station
- West Irving Station
- CentrePort/DFW Airport Station
- Bell Station
- Trinity Lakes Station. Ersetzte 2024 die vorherige Richland Hills Station.
- Fort Worth Central Station. Umsteigemöglichkeit zu Amtrak, TEXRail, Fernbussen.
- Fort Worth T&P Station (Texas and Pacific Station). Umsteigemöglichkeit zu TEXRail.